# Bouchée
 (juin 2025).
Si vous disposez d'ouvrages ou d'articles de référence ou si vous connaissez des sites web de qualité traitant du thème abordé ici, merci de compléter l'article en donnant les références utiles à sa vérifiabilité et en les liant à la section « Notes et références ».
La bouchée est la quantité de nourriture solide que l'on peut introduire en une seule fois dans la bouche .
Ce terme est utilisé dans différentes locutions et expressions : 
- « Manger une bouchée » : manger peu.
- « Pour une bouchée de pain » : pour (presque) rien, le pain étant un produit alimentaire peu couteux et facile à se procurer[2].
- « Ne pas en perdre une bouchée » : ne rien en laisser échapper.
- « Ne faire qu'une bouchée » : pour un aliment, le manger d'un seul coup, avec voracité ou gloutonnerie ; pour quelqu'un, le dominer facilement[2].
- « Mettre les bouchées doubles » : manger très vite ou, s'il s'agit d'une action, la faire deux fois plus vite qu'à l'ordinaire[2].
- « D'une bouchée » : en une seule fois.

« Les premières bouchées » signifie le début du repas ; « la dernière bouchée » est la fin du repas.
En cuisine, la bouchée est une croute de pâte feuilletée individuelle dont on garnit l'intérieur d'aliments en sauce (exemple : bouchée à la reine).
En pâtisserie, c'est un petit four.
En confiserie, la « bouchée de chocolat » est un bonbon de chocolat fourré, une praline.

## À voir aussi
- idiotisme gastronomique